# Steven Bradbury
Steven John Bradbury (ur. 14 października 1973 w Camden) – australijski łyżwiarz szybki, mistrz olimpijski w short tracku.
Startował w trzech igrzyskach zimowych – Lillehammer 1994, Nagano 1998, Salt Lake City 2002. W Lillehammer zdobył brązowy medal w biegu sztafetowym na 5000 metrów.
W Salt Lake City został pierwszym w historii Australii złotym medalistą igrzysk zimowych. Wygrał bieg na 1000 metrów w niecodziennych okolicznościach. W ćwierćfinale, z którego do następnej rundy kwalifikowało się dwóch zawodników, zajął trzecie miejsce, ale ostatecznie awansował po dyskwalifikacji Kanadyjczyka Marca Gagnona. W półfinale obrał specyficzną taktykę trzymania się z tyłu stawki – awansował dalej, gdyż jego rywale upadli w kraksie. Historia powtórzyła się w olimpijskim finale – Bradbury, jadący przez większość biegu na końcu, wyminął leżących rywali i niespodziewanie zdobył tytuł mistrzowski. Srebro w tym biegu zdobył faworyt, Amerykanin Apolo Ohno, który jako pierwszy podniósł się z lodu.
Na taktykę Bradbury′ego omijania dużych kraks miały wpływ przeżycia z wcześniejszych lat jego kariery. Dwukrotnie brał udział w poważnych wypadkach na torze (1994, 2000).
Bradbury ma na koncie także medale mistrzostw świata, wszystkie w sztafecie na 5000 metrów (1991 złoty, 1994 srebrny, 1993 brązowy). Po zakończeniu kariery sportowej prowadzi firmę produkującą sprzęt łyżwiarski. W 2005 uczestniczył w australijskiej edycji programu telewizyjnego Dancing with the Stars.